# Шарандин, Юрий Афанасьевич
Юрий Афанасьевич Шарандин (род. 13 апреля 1952, Москва) — российский политик, член Совета Федерации (2001—2008).

## Биография
Окончил факультет журналистики МГУ им. М. В. Ломоносова. Кандидат юридических наук.
Действительный государственный советник Российской Федерации 1 класса.

### Политическая карьера
В 1997—2001 годах — депутат Московской городской Думы.
В 2001 году он работал в избирательном штабе экс-директора по развитию нефтяной компании ЮКОС Бориса Золотарева, который баллотировался на пост губернатора Эвенкийского автономного округа. 
В 2001—2008 годах — Член Совета Федерации Федерального Собрания Российской Федерации от Эвенкийского автономного округа, председатель Комитета по конституционному законодательству.
В 2008 году — Заместитель начальника Управления Президента Российской Федерации по внутренней политике.
В 2008—2016 годах — Заместитель руководителя Аппарата Совета Федерации Федерального Собрания Российской Федерации — начальник правового Управления.
С 2016 года — Директор Департамента по связям с гос. органами власти АО «Росгеология».
20 апреля 2017 года решением Правления МТПП в структуру Палаты введена должность старшего вице-президента. По предложению Президента Московской ТПП Владимира Платонова на эту должность единогласно был избран Юрий Шарандин.